# Oxytropis salangensis
Oxytropis salangensis är en ärtväxtart som beskrevs av Dieter Podlech och I.Deml. Oxytropis salangensis ingår i släktet klovedlar, och familjen ärtväxter. Inga underarter finns listade i Catalogue of Life.